# Dansk Hypertensionsselskab
Dansk Hypertensionsselskab (forkortet DaHs) er en organisation, stiftet i 1980 med det formål at oplyse om, forbedre forebyggelsen af og fremme forskningen i blodtryksforhøjelse i Danmark. Dansk Hypertensionsselskab er tilsluttet Dansk Medicinsk Selskab.